# Картоф
Картофите (Solanum tuberosum) (диалектно са известни като компири, барабой и пата̀ти) са многогодишни растения от род Кучешко грозде на семейство Картофови (Solanaceae), отглеждани обикновено заради техните съдържащи скорбяла грудки (клубени). Картофите са най-широко отглежданите сред клубеновите растения в света и са на четвърто място по обем на суровата продукция (след ориза, пшеницата и царевицата), но това челно място се дължи на високото съдържание на вода в клубените в сравнение с другите култури.
Картофът произлиза от Южна Америка, вероятно от района, заеман от днешните Перу, Боливия и Чили. Картофите съставляват важна част от културата на Андите и фермерите отглеждат много разновидности, притежаващи голямо разнообразие на цветове и форми. Те се разпространяват в останалата част на света след контакта на европейците с Америка в късния XV и ранния XVI век. В Южна Америка се срещат над 200 диворастящи вида.

## Наименование
Думата за картоф на кечуа е „папа“. През XVI век картофът е донесен в Испания (първи сведения от Севиля около 1570 г.) и оттам в останалата част на Европа, Северна Америка, Африка и Азия. Името „картоф“, както и руското „картофель“ и немското „Kartoffel“, идва от италианското наименование „tartufoli“, което е дадено на картофите, тъй като са били оприличени на трюфелите – гъби, растящи под земята.
Английското „potato“ идва от испанската дума „batata“, означаваща „сладък картоф“ (Ipmoea batatas). Сладкият картоф е донесен много по-рано – самият Христофор Колумб го донася от Карибите. Картофът има много далечна връзка със сладкия картоф, но тъй като частта от двете култури, която става за ядене, е подземен орган (корен в случая със сладкия картоф), те често са били обърквани.
Пата̀ти на български език идва чрез гръцката дума πατάτα, която от своя страна идва от испанската дума patata.
Друго често срещано наименование е „земна ябълка“ (на френски: pomme de terre; на нидерландски: aardappel; на иврит: תפוח אדמה – „тапуах адама“ (често сбивано в една дума „תפוד“, „tapud“); и Erdapfel на австрийски немски. На френски от 16 век „pomme“ е означавало плод или зеленчук и „pomme de terre“ (плод на земята) вероятно е преведено буквално, когато картофът е усвояван от други народи. На полски картофите се наричат „ziemniaki“ от думата за „земя“ или „почва“.
Немската дума Grundbirne(Grumbeer) също означава картоф и буквално звучи като земна круша, а от там идва думата krumpir на хърватски език, както и думата krompir, кромпир на босненски, словенски и сръбски език, и компир на български.
Друг често срещан подход е свързан с произхода на картофа: „чужда грудка“, „батавска грудка“ на японски, от Батавия (сега Джакарта) на остров Ява. На чешки език картофите се наричат „brambory“ от името на немския град Бранденбург. От там идва диалектната дума на румънски език baraboi и диалектната дума на български барабой. В Бразилия се използва името „batata“, но пълното наименование е „batata inglesa“ (английски картоф). В САЩ хората все още понякога говорят за „ирландски картоф“ (Irish potato), което показва източника, от който са въведени картофите в британските северноамерикански колонии. Наименованието „ирландски картоф“ улеснява разграничението от сладкия картоф, но сладкият картоф често е наричан в САЩ ямс, което от своя страна е съвсем различна култура.

## Ботаническо описание
Картофените растения растат ниско и имат бели до виолетови цветове с жълти тичинки.
Повечето разновидности на картофа имат двуполови цветове, съдържащи както мъжки, така и женски полови органи. Цветовете най-често се опрашват кръстосано с други картофени растения, но има и значително количество самоопрашване. Всички разновидности на картофа могат да се размножават и вегетативно чрез засяване на парчета от клубени, нарязани така, че да имат поне едно „око“. Някои търговски разновидности картофи въобще не произвеждат семена (те имат еднополови цветове) и се размножават само чрез парчета от клубени.
След като картофените растения разцъфнат, някои разновидности образуват плод, приличащ на малък зелен домат, който има семена. Всеки плод може да съдържа до 300 семена. Плодовете на картофа съдържат отровни вещества и не бива да се ядат. Някои градинари продават присади, получени чрез присаждане на доматено растение върху картофено растение. Тези присади могат да дават както картофи, така и домати, годни за ядене.

## Токсични съединения в картофите
Картофите съдържат гликоалкалоиди – токсични съединения, от които преобладаващи са соланинът и чаконинът. Готвенето при високи температури (над 170°C - градуса по Целзий) отчасти ги разрушава. Концентрацията на гликоалкалоиди в дивите картофи е достатъчна, за да предизвика токсичен ефект у хората. Гликоалкалоидите присъстват в големи концентрации точно под кожата на клубена и се увеличават с остаряването и излагането на светлина. Те могат да предизвикат главоболие, диария, гърчове, а в отделни случаи кома и смърт. Отравянията от картофи обаче са много редки. Излагането на светлина причинява също позеленяване, давайки по този начин информация кои части на картофа са станали по-токсични. Това не е съвсем сигурен признак, защото позеленяването и натрупването на гликоалкалоиди могат да настъпват независимо едно от друго. Някои разновидности на картофа съдържат по-големи концентрации на гликоалкалоиди от други.
Култиваторите се опитват да държат соланиновите нива под 0,2 mg/g (0,2 тегловни ‰). Дори такива сортове при позеленяване могат да достигнат концентрации от 1 mg/g (1 тегловен ‰). В същото време при повечето нормални картофи нивото на соланин е много по-ниско, обикновено между 0,007 и 0,187 mg/g.
Някои изследвания твърдят, че 200 mg соланин би могъл да съставлява опасна доза. Такава доза би се получила от изяждането на 1 средноголям развален картоф или 4 до 9 добри картофа (над 1,4 kg) наведнъж. Националната токсикологична програма в САЩ предполага, че средният американец консумира 12,5 mg/човек/ден соланин от картофи. Д-р Дъглас Л. Холт, специалист по безопасност на храната в Университета на Мисури – Колумбия, отбелязва, че през последните 50 години няма докладвани случаи на соланиново отравяне от картофи и че повечето случаи са свързани с ядене на зелени картофи или пиене на чай от картофени листа.
Соланин има и в други растения, особено в смъртоносната беладона. Тази отрова засяга нервната система и предизвиква слабост и объркване. За повече информация виж соланин.

## История

### Произход
Картофът има изненадващо сложен еволюционен произход. Учените проследяват неговите корени до хибридизация между два древни растителни вида: прародител на съвременния домат и рядък вид от групата Etuberosum. Това кръстосване, случило се преди около 8–9 милиона години, дало начало на нова еволюционна линия – Petota, която за пръв път притежавала способността да образува грудки. Използвайки пълна генетична секвенция на картофи и други видове от род Кучешко грозде (Solanum), който включва домати, патладжани и чушки, изследователите установяват, че ключови гени от двата прародителски вида са се комбинирали, за да формират нова адаптивна стратегия: образуване на грудки. Генът SP6A, какъвто имат доматите, активира туберизацията, докато IT1 от Etuberosum регулира растежа на грудките. Тази комбинация се оказала еволюционно успешна точно в момента, когато Андите започнали да се издигат и предлагали нови, студени и сухи местообитания. Грудките служели като резерв от енергия, което позволило на новообразуваните растения да се разпространят във високопланинските условия.
Има около 200 диворастящи вида картофи. Те растат от югозападните щати на САЩ през планините на Мексико, Централна Америка и Андите до Аржентина, Уругвай и Чили. Най-голямо видово разнообразие има в Мексиканския трансвулканичен пояс (близо до Мексико Сити) и в Южните Централни Анди (от средно Перу до Боливия).
Предшественикът на съвременния култивиран картоф е опитомен в Андите. Нови генетични анализи показват, че картофът е култивиран от един прародител в една област в южно Перу и че културният вид се е разпространил оттам. Растението обаче би могло да е използвано в други части на света и изглежда, че туземните жители на Америка са ги събирали и дори култивирали в днешно Ню Мексико, САЩ. Археологически свидетелства подсказват, че хората от Андите са отглеждали културно картофи в продължение на поне 7000 години. В доколумбови времена те са широко отглеждани в Андите (на големи височини, където е прекалено студено за царевицата) и в части от Чили (особено остров Чилое).
А. Хаят Верил в книгата си „Храните, които Америка даде на света“ (Foods America Gave the World) пише:
| „ | Не вярвам, че някой знае колко много разновидности картофи има в Перу, но за човек, свикнал с нашите обикновени, използвани всеки ден компири, сергиите за картофи на перуанските пазари са просто объркващи. Има клубени с бяло, жълто, розово, сиво и лилаво „месо“; с бяла, розова, червена, жълта, кафява, зелена, пурпурна, оранжева, черна, петниста, на ивици с различни цветове; картофи с всички възможни форми и големини, някои гладки и лъскави като домат, други – грапави и пъпчиви като жаба. | “ |

### Испания
Европейците откриват картофа по време на Испанското завоюване на Инкската империя от Франсиско Писаро през 1521 – 1523 г. Първите европейски писмени свидетелства за картофите идват през 1537 г. от испанския конкистадор Кастелянос. След като картофът е пренесен в Испания, той постепенно се разпространява в Европа. Първоначално на храната е гледано с недоверие и е смятана за нездравословна и дори нехристиянска. Това предотвратява широкото ѝ приемане за определен период, въпреки че започват да я рекламират като лечебно растение.
През периоди на война картофът се оказва полезен. Зърнените храни биха могли да бъдат изгорени и запасите от тях – конфискувани от преминаващите армии, но картофите са под земята и по принцип не стават жертва на заграбване. Това довело до увеличено използване на картофи от селяните в някои области на Германия, които са били особено силно засегнати от Тридесетгодишната война.

### Великобритания
Една популярна легенда дълго време приписва на сър Уолтър Роли донасянето на картофа във Великобритания. Историята предлага сър Франсис Дрейк като по-вероятен кандидат. През 1586 г., след като воювал с испанците в Карибите, Дрейк спира в Картахена в Колумбия да зареди с провизии, включително с тютюн и картофи. Преди връщането си във Великобритания той спира на остров Роаноук, където първите английски и шотландски заселници са се опитали да основат колония. Пионерите се връщат във Великобритания с Дрейк, заедно с картофите. Земеделците в Европа скоро установяват, че картофите са по-лесни за отглеждане и култивиране от други основни храни като пшеницата и овеса. Картофите дават повече хранителна енергия, отколкото всяка друга култура на същата земна площ и за събирането им е нужна само лопата.

### Ирландия
„Картофът става толкова важна храна за ирландците, че една популярна представа автоматично ги свързва в наши дни, но неговата ранна история в Ирландия остава неясна. Според една спекулация картофът може би е доплувал в Ирландия от претърпели корабокрушение галеони от Испанската армада (1589). Друга история приписва донасянето на картофа в Ирландия на сър Уолтър Ралей, който финансирал трансатлантически експедиции, поне една от които акостирала в Смеруик, Кери (окръг) през октомври 1587 г., но няма конкретни свидетелства за това какви ботанически образци би могла да е донесла тя и дали те са намерили почва в Ирландия. Някои истори разказват, че сър Уолтър първо е засадил картоф в имението си до Корк. Един източник от 1699 г. (повече от век след събитието) казва, че картофът е донесен първо от Вирджиния от сър Уолтър Ралей. Като спрял в Ирландия, бил засаден там, където растял добре и свършил добра работа, защото в три последвали войни, когато всичката царевица над земята била унищожена, той ги хранил, защото войниците, освен ако не изкопаели всичката земя, където те растяли и едва ли не да я пресеят, не биха могли да ги унищожат.“
Какъвто и да е източникът, картофите станали популярни в Ирландия както заради продуктивността си, така и заради предимствата на растежа и съхранението, скрити под земята. Английските земевладелци също поощрявали отглеждането на картофи от ирландски арендатори, защото искали да произвеждат повече пшеница – ако ирландците можели да оцелеят, изхранвайки се с култура, изискваща по-малко земя, това би освободило по-голяма площ за производство на пшеница. Към 1650 г. картофите станали основна храна в Ирландия и започнали да изместват пшеницата като основна култура и на други места в Европа, служейки за храна както на хората, така и на животните.
Едно разорително събитие обаче се откроява в ирландската история на картофите – Ирландския картофен глад. Голяма епидемия на картофена чума, болест по растенията, преминава през Европа, унищожава картофите в много страни. Ирландската работническа класа живеела основно на безвкусния, но плодовит „лъмпър“ и когато чумата достигнала Ирландия, тяхната главна основна храна изчезнала.
Въпреки че Ирландия отглеждала разнообразни култури по това време, повечето се изнасяли за Европа, за да бъдат продадени на по-високи цени. Всъщност по време на Картофения глад Ирландия си остава нетен износител на хранителни продукти, защото цените на произвежданите там храни останали твърде високи за самите ирландци. Историците продължават да спорят за ролите, които изиграли английското управление и европейските пазарни цени за причиняване на глада.
Гладът предизвиква смъртта на повече от един милион души и последвалата емиграция на още милиони ирландци (виж ирландска диаспора). Емиграцията от германските страни също нараства, въпреки че Централна Европа не страда от масовото гладуване, което спохожда Ирландия.

### Континентална Европа
Към XVII век картофът се установява като основна храна на бедните в Европа, карайки по-богатите да го презират, въпреки че това постепенно се променя, когато Антоан Огюстен Парментие убеждава крал Луи XVI в ценността на културата, с която е бил хранен в Прусия като затворник по време на Седемгодишната война. Супата „потаж Пармантие“ и овчарският пай аше Пармантие носят името на великия градинар. Към края на XVIII век картофът става популярен във Франция благодарение на застъпничеството на Пармантие. Заради недостига на хранителни продукти по време на Френската революция в Париж, със специален декрет е организирано засаждането на картофи в парковете на двореца Тюйлери и Люксембургската градина.:с. 163
Картофи растат широко във Великобритания, Германия, Чехия, Полша, Русия и други северни или източноевропейски държави, благодарение на способността си да растат в студени, влажни климати. Картофите участват в много национални ястия в тези райони. Тъй като картофът расте толкова добре в Северна Европа, той може да е допринесъл за бързото увеличаване на населението ѝ през XIX век, но не и в други векове.
В Русия картофите отначало били посрещнати със съмнение – хората ги наричали „дяволски ябълки“, заради фолклора около нещата, които растат под земята или се свързват с мръсотия.

### САЩ
Картофите били наричани първоначално „картофи на Вирджиния“ от ранните английски ботаници. Първото споменаване на картофи в Северна Америка идва в разказ на шотландско-ирландски заселници в Лъндънбъри, Ню Хампшър през 1719 г. Картофите били използвани за храна и за фураж. Първите картофи били засадени в Айдахо през 1836 г., но едва след култивирането на сорта Ръсет от Лутър Бърбанк картофите стават основна култура за Айдахо, в началото на XX век. Въпреки че картофи се отглеждат промишлено в поне 35 щата, повечето картофи се отглеждат на север. Айдахо отглежда 30% от цялото производство на САЩ, Вашингтон – други 20%. Мичиган, Уисконсин, Северна Дакота, Колорадо и Орегон са останалите важни производители.

## Култивиране

### Разпространение
Тъй като произлизат от ниските райони на Андите, картофите растат най-добре в хладни климати с достатъчно валежи или напояване, като например в Западна Европа. Те се отглеждат широко и в субтропическите низини на Индо-Гангската равнина в Южна Азия (като зимна култура), както и във високите части на югозападен Китай (например провинциите Съчуан и Юнан) и в екваториалните високи части на остров Ява.
Според Организацията за прехрана и земеделие на ООН през 2012 г. производството на картофи в света е около 364 милиона тона. Годишната диета на средния жител на Земята през първото десетилетие на XXI век включва 33 kg картофи, но тяхното значение силно варира географски и във времето. В Източна и Централна Европа картофите остават важен хранителен продукт, като в този регион производството им на човек от населението е най-високото в света. В същото време отглеждането на картофи нараства най-бързо в Южна и Източна Азия. В по-общ план производството на картофи се измества от по-богатите към по-бедните части на света.
През 2012 г. Китай, най-големият производител на картофи в света, добива около 85 милиона тона или 1/5 от световната продукция. Други големи производители са Индия (45 милиона тона), Русия (29 милиона тона) и Украйна (23 милиона тона). През същата година в България са произведени 194 200 тона картофи.
През 2013 г. в рамките на Европейския съюз са добити над 51 милиона тона картофи. Сред водещите производители са Германия (9,7 милиона тона), Франция (7 милиона тона), Нидерландия (6,8 милиона тона), Полша (6,3 милиона тона) и Обединеното кралство (5,6 милиона тона). Добивът в България за същата година е 170 хиляди тона.

### Технология
Обичайно картофите се отглеждат от очичките на друг картоф, а не от семена. Домашните градинари често засяват парче картоф с 2 – 3 очички в купчинка почва. Промишленото отглеждане става от картофи за семе, млади растения или дребни картофи и при него най-често е издигнат целият ред.
При събиране градинарите често изкопават картофите с тризъба вила или вила за тор, но при големи площи плугът е най-бързият инструмент за вадене на картофи. Промишленото събиране обикновено става с големи комбайни, специализирани в брането им (картофокомбайни), които изгребват растението и заобикалящата го почва. То се пренася по пластинков транспортьор, широк 1 – 2 метра. При това част от пръстта се отделя. Растенията достигат място, на което се отделя останалата пръст. На това място се използват различни системи. Най-сложните използват резачки на стъблата и вибрационни сита заедно с вентилаторна система, за да разделят картофите от растението. Резултатът обикновено след това преминава между работници, които допълнително почистват растителните части, камъните и лошите картофи, преди картофите да се изсипят в каросерията или ремаркето на някакво транспортно средство. При разтоварването и складирането на картофите се провежда допълнитела инспекция, сортиране и разделяне.
Да се обработи земята, така че да е напълно почистена от плевели, е идеалният вариант при отглеждането на картофи, но в много сезони тези операции не могат да се изпълнят перфектно, без да се изпусне срокът за засяване, който никога не трябва да е след 1 май, ако условията позволяват. В повечето случаи е необходима трикратна оран с необходимите бранувания и ролирания, преди земята да достигне състояние, подходящо за засяване.
Важно е картофите да се съберат преди да настанат големи студове, защото замръзването на земята поврежда картофите, и дори само студеното време прави картофите по-чувствителни към натъртване и евентуално последващо разваляне, което бързо може да порази голямо складирано количество.
Картофите за семе в някои страни се сортират, за да се елиминират болните растения и тези от различен сорт.

### Вредители
Основен вредител по картофените растения е колорадският бръмбар.
Картофеният цистообразуващ нематод е микроскопичен червей (нематод), който живее по корените и причинява повяхване на растението. Тъй като яйцата му могат да се запазят в почвата в продължение на няколко години, се препоръчва сеитбообращение.

### Основни сортове, отглеждани в България
- Аквила
- Бинте – нидерландски сорт
- Ерстлинг
- Ранна роза
- Самоков 729
- Саския

## Използване за храна

### Хранителна стойност
Картофите имат високо съдържание на въглехидрати и съдържат белтъчини, минерали (особено калий) и витамини, включително витамин C. Прясно извадените картофи съдържат повече витамин С от съхраняваните дълго.
Младите картофи имат предимството, че съдържат по-малко токсични химикали. Тези картофи са чудесен хранителен източник. Обелени, дълго съхраняваните картофи имат по-малка хранителна стойност, въпреки че все още съдържат калий и витамин С.
От картофи могат да се произвеждат също нишесте, брашно, етилов алкохол, декстрин и фураж.
Картофите (особено картофено пюре) имат висок гликемичен индекс, който ги изключва от много диети.

### Разновидности
В зависимост от растежа си картофите се делят на първи ранни, втори ранни и основна реколта. Първите бързо образуват малки клубени, а последните по-бавно образуват големи клубени. Кожите на картофите могат да бъдат с кафяв, жълт, розов, червен и лилав (понякога наричан „син“) цвят. Месото им може да изглежда бяло или да съответства на цвета на кожата. Младите и ранните картофи не са предназначени за съхраняване, докато тези от основната реколта се съхраняват добре. Продавачите могат да обозначават картофите по различен начин:
- „за варене“ – запазват формата си при варене;
- „за печене цели“ – запазват формата си само при печене;
- „за печене“ – опечени, имат добър вкус;
- „салатни“ – годни за салата, стегнати и с подобно на восък месо след варене;
- „за пюре“ – при пюриране образуват гладко пюре, без влакна и зърна.

Картофите обикновено се сушат след събиране, за да стане кожата им по-дебела. Преди сушенето кожата е много тънка и нежна и картофите се наричат „млади“ и са много вкусни. Младите картофи често се събират от домашните градинари чрез опипване, т.е. изваждане на младите клубени, оставяйки растението на мястото му. По пазарите понякога за млади картофи се продават тънкокожи сортове.
Сладкият картоф не е истински картоф. Той е отделен вид и е част от друго растително семейство – Convolvulaceae.

### Ястия от картофи
Картофите се приготвят за ядене по много начини: с кожа или белени, цели или нарязани, с или без подправки. Единственото изискване е да бъдат сготвени, за да се освободи нишестето от клетките и да стават за ядене. При готвене се разрушават също и пиритрините, които се съдържат в тях във високи концентрации. Поради риска за здравето, който носи консумацията на пиритрини, като стомашни оплаквания, прилошаване, ерозия на стомашната лигавица и рак на червата при продължителна консумация на лошо сготвени картофи, сурови картофи не бива да се ядат. Повечето консуматори ядат картофите горещи, но няколко основни рецепти с картофи включват готвене на картофите и последваща консумация студени – картофена салата и чипс. Една от често използваните форми на консумация е под формата на картофено пюре – обелените и сварени картофи се смачкват и сместват с масло, сметана и/или други добавки.
В други ястия картофите се пекат цели, варят, готвят се на пара, пекат се нарязани на фурна, пържат се, настъргват се и се правят на кюфтета или кнедли. Картофите, за разлика от много храни, могат лесно да се сготвят в микровълнова фурна и при това да запазят почти цялата си хранителна стойност, ако се покрият с надупчено фолио, за да се предотврати изпаряването на водата, иначе картофите стават като печени. Парчета картофи са често срещана съставка в различни яхнии.
В България картофите са важна съставка в много национални ястия – пататник, гювеч, мусака.
Картофеното пюре е важна съставка в много традиционни ястия от Британските острови. Картофите често се задушават за гарнитура на други ястия. В континентална Европа картофите също са много популярни. В Италия от тях се приготвя вид паста, наречена ньоки (gnocchi). Основна съставка са в различни видове супи в целия континент. В САЩ картофите са една от най-широко използваните за храна култури с различни методи за приготвяне и добавки. В Скандинавия, особено Швеция и Финландия, прясно изровените ранни картофи се смятат за деликатес. Сварени цели и сервирани с копър, тези „нови картофи“ се ядат по традиция заедно с туршия от херинга. 

## В изобразителното изкуство
Картините „Селяни, ядещи картофи“ и „Кошница картофи“  на Винсент ван Гог.